# Балтойи-Анчя (река)
Балто́йи-А́нчя (Балтои-Анчя, устар. Белая Ганьча; лит. Baltoji Ančia) — река в Литве, протекает по территории Лаздийского района и Друскининкайского самоуправления Алитусского уезда на юге страны. Левый приток среднего Немана.
Длина реки составляет 29,2 км. Площадь водосборного бассейна — 820 км². Средний уклон — 1,1 м/км. Средний расход воды около устья — 3,6 м³/с.
Балтойи-Анчя вытекает в южном направлении из озера Анчя на высоте 112 м над уровнем моря около деревни Ездас. Ниже Капчяместиса направление течения постепенно склоняется на юго-восток, потом на северо-восток и после слияния с Сейрой в низовье резко поворачивает на юго-восток. Впадает в Неман на высоте 81 м над уровнем моря около деревни Свянтоянскас. Большая часть бассейна реки выстлана флювиогляциальными зандровыми песками.
Притоки: Няведе (левый), Сейра (левый), Неда (правый).
В 4,3 км от устья на Балтойи-Анче построена Балтойи-Анчяская ГЭС мощностью 650 кВт, плотина которой образует водохранилище площадью 249,5 га.